# Euch-enk-Linie
Die euch/enk-Linie bezeichnet eine Isoglosse innerhalb des kontinentalwestgermanischen Dialektkontinuums. Sie ist nach dem Pronomen der zweiten Person Plural Dativ und des Akkusativs euch benannt. Während diese im restlichen deutschen Sprachgebiet mit diversen Nebenformen euch heißt, so wird dieses im bairischen Sprachraum mit enk bezeichnet. 
Da diese Isoglosse im Wesentlichen dem Lauf des Lechs folgt und dort die Dialektgrenze zwischen Schwäbisch und Bairisch bildet, wird sie auch als Lech-Linie bezeichnet.

## Verlauf
Diese Isoglosse begann als Teil der Karlsruher Linie südöstlich der Stadt Karlsbad. Nördlich dieser Stadt schlug sie einen Bogen in Richtung deutsch-tschechischer Grenze. Diese überschritt die Isoglosse bei Graslitz und traf am Ascher Zipfel auf die Apfel/Appel-Linie, die sie nun überschritt.
Die Linie verlief demnach nördlich von Eger in Richtung Nürnberg, das auf der westlichen und damit ostfränkischen Seite liegen bleibt und die Sprachgrenze zwischen Ostfränkisch und Nordbairisch bildet. Von dort aus verläuft die Isoglosse in südliche Richtung und folgt nun der Linie Monheim – Wertingen – Augsburg – Landsberg – Füssen. Östlich dieser Stadt überschreitet die Isoglosse die deutsch-österreichische Grenze. In Österreich bildet dann diese Isoglosse im Wesentlichen die Dialektgrenze zwischen dem alemannischen Vorarlberg und dem bairischsprachigen Tirol. Die Isoglosse endet am Länderdreieck Schweiz – Österreich – Italien.

## Quelle und Literatur
- Digitaler Wortatlas, Wenker-Karte euch/enk für das Deutsche Reich
- Werner König: dtv-Atlas zur deutschen Sprache. 9. Aufl. Dtv, München 1978, ISBN 3-423-03025-9, S. 230/231.